# Helmut Panke

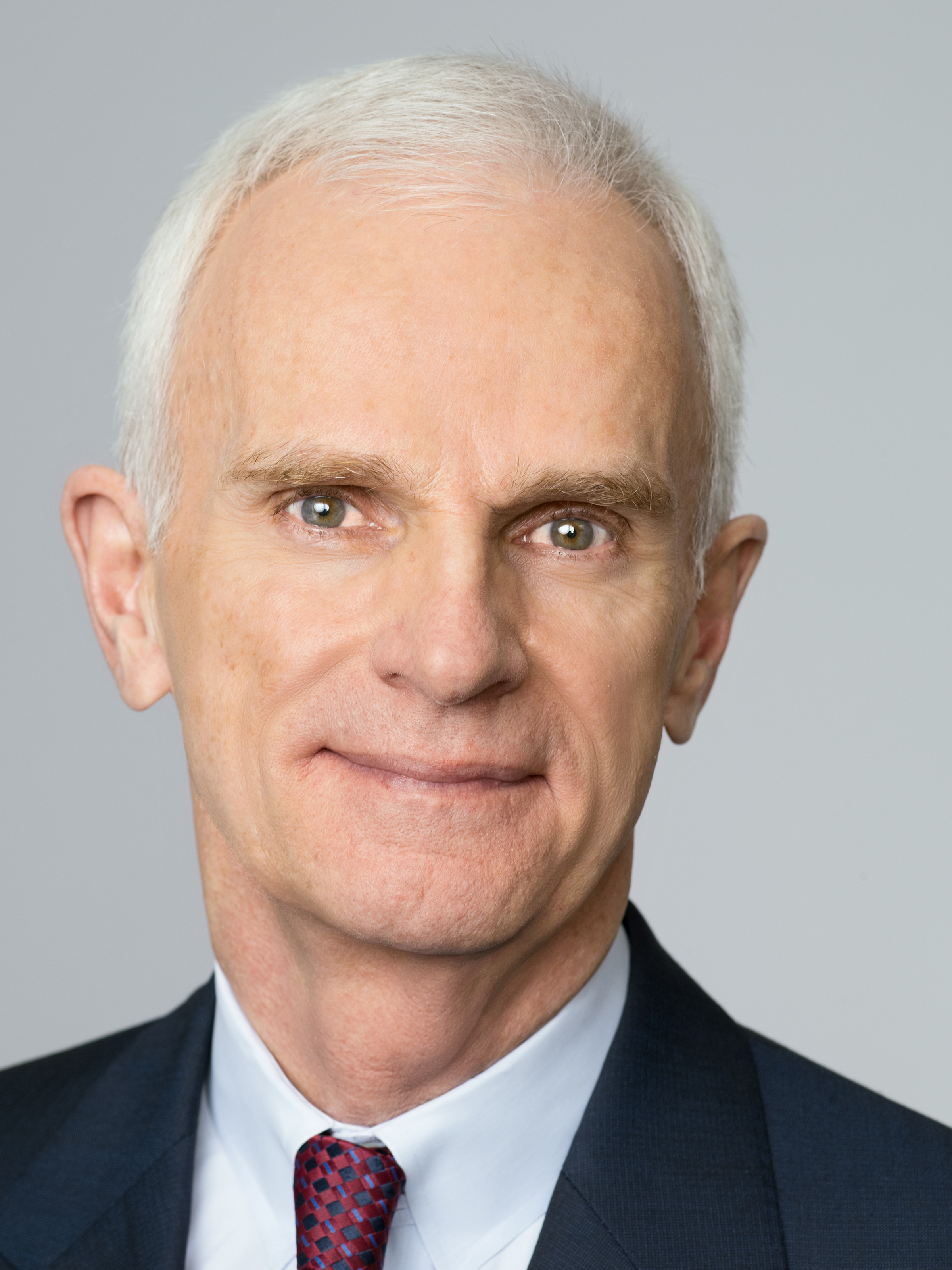
Helmut Panke (2012)

Helmut Gunter Wilhelm Panke (* 31. August 1946 in Fürstenwalde/Spree) ist ein deutscher Manager.

## Karriere
Nach einem Schul-Austauschjahr an der Philips Exeter Academy in Exeter/New Hampshire, USA, welches durch den Erhalt des American-Field-Service-Stipendiums erfolgte, schloss Helmut Panke sein Abitur 1966 am Münchner Klenze-Gymnasium ab.
Von 1966 bis 1968 war er Reserveoffizier bei der Panzertruppe der Bundeswehr.
Danach begann er 1968 in München ein Physik-Studium, das er 1972 mit dem Diplom abschloss. Darauf folgte eine Forschungsarbeit an der Universität München mit anschließender Promotion zum Dr.rer.nat im Fach Kernphysik.
In den Jahren 1976 bis 1978 folgten Forschungsarbeiten am Schweizerischen Institut für Nuklearforschung mit gleichzeitigen Lehrverpflichtungen an der Universität München.
Anschließend war er für die Unternehmensberatungsfirma McKinsey & Company Inc. in Düsseldorf und München tätig, bevor er 1982 zum BMW-Konzern wechselte. Zunächst leitete er die Hauptabteilung Planung und Controlling im Ressort Forschung und Entwicklung, später  die Bereiche Unternehmensplanung, Organisation und Unternehmensstrategie.
Im April 1993 wurde er Chef der BMW-Holding in den Vereinigten Staaten und verkündete am 4. Juni die Gründung der BMW US Manufacturing Company, LLC. Zwei Jahre später erfolgte die Ernennung Pankes zum Generalbevollmächtigten. 1996 rückte er in den Vorstand des Unternehmens auf, wo er zunächst für das Personal- und Sozialwesen und die Informationsverarbeitung zuständig war. Im März 1999 übernahm er das Finanzressort.
Von 2002 bis 2006 war Helmut Panke Vorstandsvorsitzender der Bayerischen Motoren Werke AG.
Auf der Generalversammlung 2004 wurde Helmut Panke in den Verwaltungsrat der UBS AG gewählt und war seit 2008 Mitglied des Human Resources and Compensation Committee und des Risk Committee. In der ordentlichen Generalversammlung der UBS Group AG, am 7. Mai 2015, ist er aufgrund der reglementarischen Bestimmungen zur Amtsdauer aus dem Verwaltungsrat ausgeschieden.
Helmut Panke übergab am 1. September 2006 den Posten des Vorstandsvorsitzenden bei BMW an den bisherigen Vorstand für den Bereich Produktion, Norbert Reithofer.
Helmut Panke ist einer der „beliebtesten Manager“ Deutschlands. Er erhielt unter anderem die Auszeichnungen Unternehmer des Jahres 2002, Unternehmerpreis der deutschen Zeitschriftenverleger 2004, Chef des Jahres 2005 sowie 2006 den Bayerischen Verdienstorden. Im Jahr 2006 wurde er vom Förderkreis des Jüdischen Museums Berlin mit dem Preis für Verständigung und Toleranz ausgezeichnet.

### Mandate in Unternehmen, Organisationen und Stiftungen
Helmut Panke war von 2003 bis 2019 Mitglied des Verwaltungsrates von Microsoft und ist zudem seit dem 27. April 2007 Mitglied des Aufsichtsrates der Bayer AG.
Im August 2009 teilte Singapore Airlines mit, Dr. Helmut Panke als non-executive Director in ihr Vorstandsgremium berufen zu haben.
Zusätzlich fungiert er als Mitglied im Advisory Board der Dubai International Capital LLC, dem Investmentvehikel der Dubai Holding, und als Mitglied des Aufsichtsrats der Bayer Schering AG und der Bayer Pharma AG.
Frühere Mandate waren Positionen bei der UBS Group AG und der BMW Stiftung Herbert Quandt.

### Ständige Funktionen in Interessengruppen
Helmut Panke war Vorstandsmitglied der Europäischen Vereinigung der Automobilhersteller (ACEA), des Verbands der Deutschen Automobilindustrie (VDA) sowie der Amerikanischen Handelskammer in Deutschland.